# Gare de Manggarai
La gare de Manggarai, en indonésien Stasiun Manggarai, est l'une des principales gares de chemin de fer de Jakarta, la capitale de l'Indonésie.

## Service des voyageurs
Elle est essentiellement desservie par les lignes de Bekasi et de Bogor, ainsi que la ligne circulaire du KRL Jabotabek, le réseau express régional de Jakarta.
Manggarai est également un arrêt pour les grandes lignes.

## Liaison ferroviaire aéroportuaire de Soekarno-Hatta
La liaison ferroviaire qui relie l'aéroport international Soekarno-Hatta à la gare de Manggarai a été inaugurée le 2 janvier 2017 par le président Joko Widodo.

## Galerie

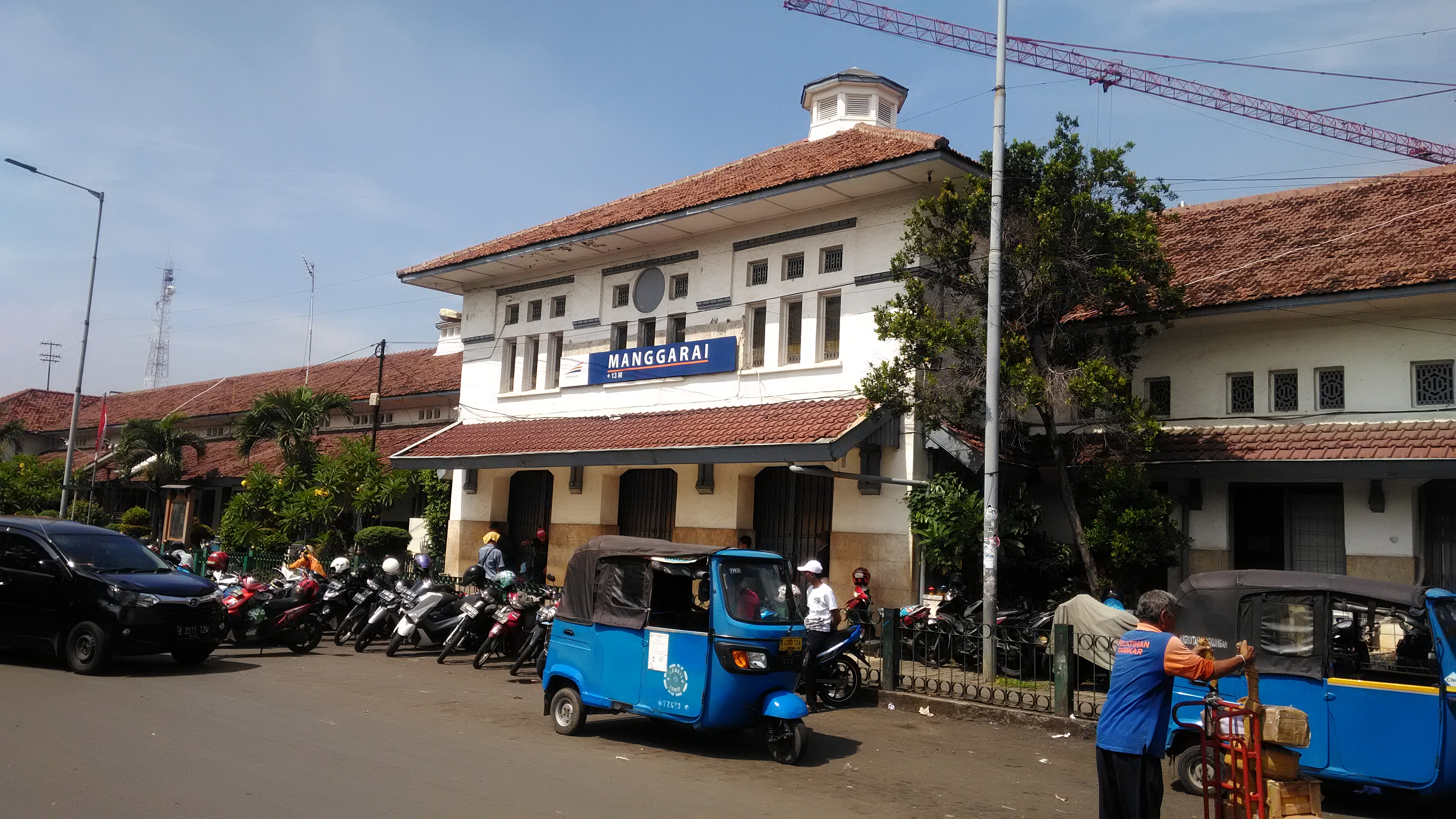
La gare de Manggarai en 2017, avant son extension
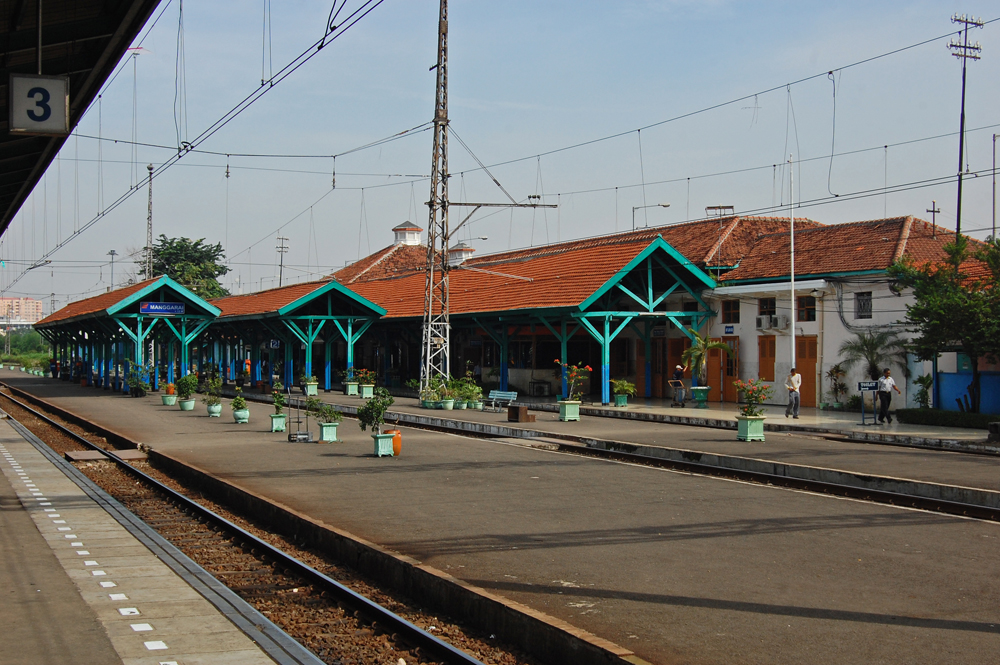
Voies et quais de la gare
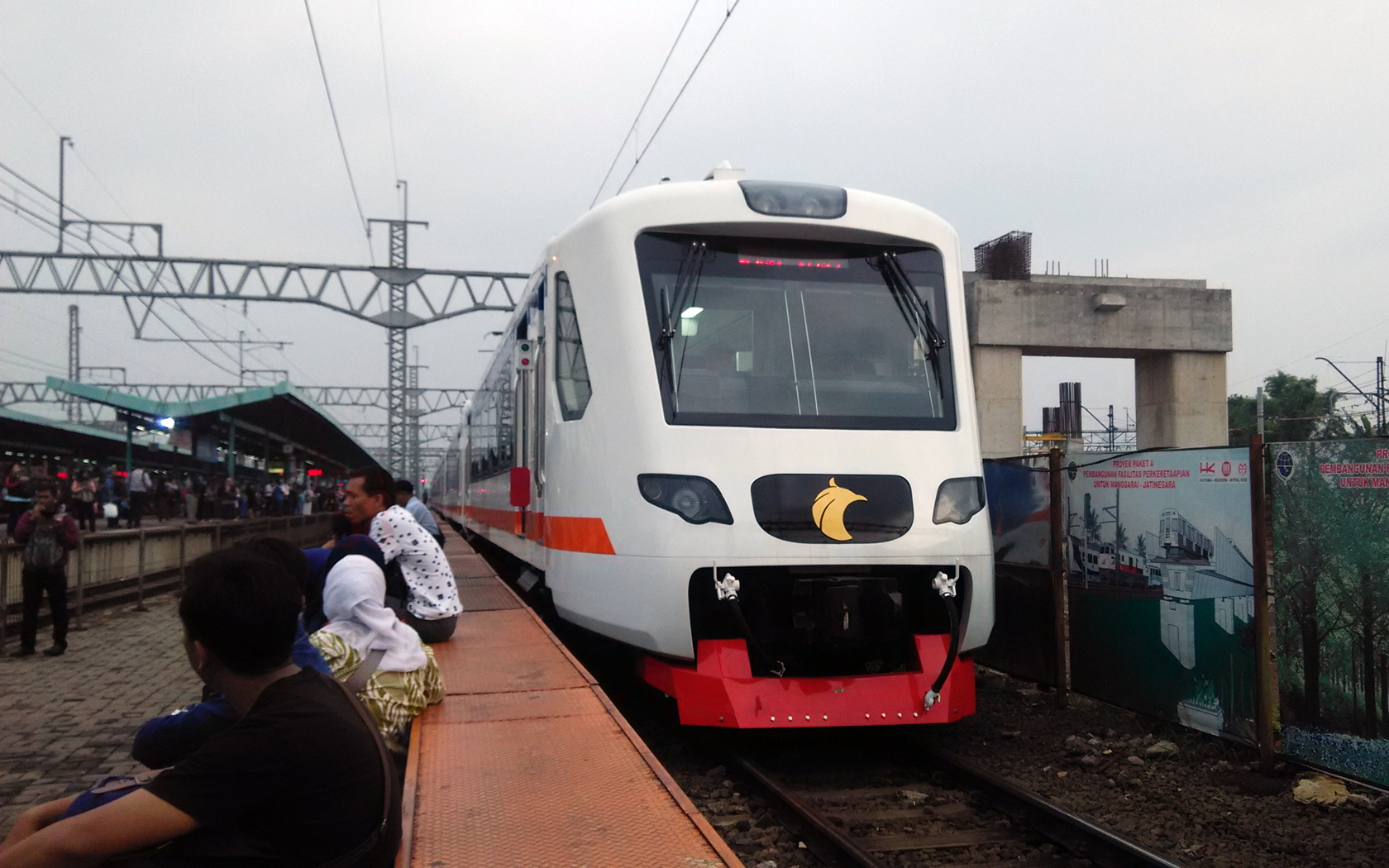
Rame de la nouvelle liaison avec l'aéroport international Soekarno-Hatta à la gare de Manggarai